# Elasmus ciopkaloi
Elasmus ciopkaloi är en stekelart som beskrevs av Novicky 1929. Elasmus ciopkaloi ingår i släktet Elasmus och familjen finglanssteklar.
Artens utbredningsområde är Ukraina. Inga underarter finns listade i Catalogue of Life.